# 糸谷哲郎
糸谷 哲郎（いとだに てつろう、1988年10月5日 - ） は、将棋棋士。森信雄七段門下。棋士番号は260。日本将棋連盟棋士会副会長（2019年6月7日 - ）。日本将棋連盟常務理事（2025年6月6日 - )。
広島県広島市西区出身。広島学院中学校・高等学校を経て大阪大学文学部卒業。同大学院文学研究科博士前期課程修了（修士（文学））。

## 棋歴
関西所属であり、豊島将之、村田顕弘、稲葉陽とともに「関西若手四天王」と呼ばれる棋士の一人。

### プロ入りまで
1998年（平成10年）、小学校4年で第23回小学生将棋名人戦に広島県代表で出場。西日本大会で佐藤天彦（5年、福岡県代表）らを破り、テレビ放送される全国準決勝進出まであと1勝としたが、船江恒平（5年、兵庫県代表）に敗れる。同年9月、6級で奨励会に入会。同期入会には、髙﨑一生（前記小学生名人戦で優勝）、船江恒平（同準優勝）、戸辺誠（同3位）、広瀬章人（同北海道代表）、佐藤天彦、及川拓馬、田中悠一、甲斐智美、石内奈々絵ら。佐藤天彦、糸谷、広瀬章人、高崎一生、戸辺誠らは奨励会時代に「平成のチャイルドブランド」としてとりあげられたこともある。
村山聖、山崎隆之、片上大輔は、広島将棋センターの先輩であり、森信雄門下の兄弟子でもある。
三段リーグには、第36回（2004年後期）にて初参戦。13勝5敗の4位と上々のスタートを果たす。
第37回（2005年前期）では最終日に2連勝すれば自力昇段が可能だったが1勝1敗に終わり、ライバルの高崎一生が2連勝。結果、惜しくも3位の次点に終わった。
2006年（平成18年）の第38回奨励会三段リーグで、14勝4敗の1位の成績で中村太地とともに四段に昇段した。

### 新人時代
2006年度、奨励会三段として第37回新人王戦に出場し、途中でプロの四段に昇段して優勝。このような事例は森内俊之以来2人目である。授賞式の謝辞で「いまの将棋界は斜陽産業。僕たちの世代で立て直さなければ」とコメントした。他には第25回朝日オープン将棋選手権にて予選を突破すると、決勝トーナメントでも中原誠に勝利し、ベスト16まで進んだ。当年度は、全棋士中1位となる公式戦14連勝も記録。将棋大賞の連勝賞・新人賞を同時受賞するというデビューであった。
2007年度は、初のネット公式棋戦である大和証券杯ネット将棋・最強戦の第1回に出場。前年の新人王戦優勝により参加資格を得た。結果は、1回戦で三浦弘行に敗退。第20期竜王戦では昇級者決定戦を制し、5組へ昇級。
2008年（平成20年）5月1日、第21期竜王戦5組決勝で勝利して、ランキング戦を初優勝。これにより、プロ入りから2連続昇級を決めるとともに、五段へ昇段する。なお、本戦トーナメントでも2連勝するが、羽生善治相手に敗戦。

### NHK杯での活躍以後
2009年度、第59回NHK杯戦で、3人の永世称号資格者（谷川浩司=十七世名人資格者、森内俊之=十八世名人資格者、渡辺明=永世竜王資格者）を破り、永世六冠の資格を持つ羽生善治名人と決勝で戦うが、敗れて準優勝となった。なお、準決勝の対・渡辺戦では、糸谷得意の早指しに渡辺も早指しで対抗して対局が早々と終了したため、放送時間の後ろに久々に臨時番組が挿入された（「NHK杯将棋名局選」 = 丸田祐三九段による昔のNHK杯戦の解説）。第3回朝日杯将棋オープン戦では本戦に初進出するが、1回戦で敗退。第22期竜王戦では再び昇級者決定戦を制し、3組に昇級。
2010年度は、第60回NHK杯戦にて前回準優勝により第2シードとなり、2回戦からの登場。またも決勝まで勝ち上がったが、再び羽生に敗れて準優勝。なお、準決勝では丸山忠久を39手で破ったが、これはNHK杯戦本戦の最短手数記録である。第18回銀河戦では本戦ブロックを5連勝し、決勝トーナメントに初進出するが初戦で敗退。
2010年度、第36期棋王戦本戦で、羽生、丸山らに勝ちベスト4進出。棋王戦の準決勝以降は2敗失格システムであるが、窪田義行、渡辺に敗れ、タイトル挑戦権獲得を逸する。
2011年度、第83期棋聖戦で決勝トーナメントに初進出するが、初戦で敗退。第37期棋王戦では再びベスト4に進出するが、敗者復活戦の決勝で敗戦。第19期銀河戦では再び決勝トーナメントに進出し、準決勝で羽生に勝つも、決勝で渡辺明に敗れて準優勝に終わる。
他棋戦での活躍に対して、順位戦では初参加（第65期・2006年度）から4期は昇級争いに絡めずにいたが、5年目となる第69期（2010年度）で佐藤天彦（10戦全勝）に次ぐ9勝1敗・2位の成績でC級1組へ昇級。その後も順位戦においてコンスタントな成績を収め、C級1組在位3年目の第72期（2013年度）で初戦から9連勝を遂げ、最終局を待たずしてB級2組への昇級を決めた。
2012年（平成24年）1月12日、第60期王座戦一次予選（対平藤眞吾戦）で勝利し、五段昇段後公式戦120勝の勝星昇段で六段に昇段。
2012年度、第84期棋聖戦で決勝トーナメントのベスト8に進出。第25期竜王戦では昇級者決定戦を制し、2組に昇級（しかし次期で2連敗して3組に降級）。

### 竜王獲得
2014年度（平成26年）、第27期竜王戦で3組ランキング戦を優勝すると、本戦でも勝ち進み挑戦者決定戦に進出。9月8日、挑戦者決定三番勝負（対羽生善治戦）第3局で勝利し、森内俊之竜王への挑戦権を得た。これをもって3組から1組への「飛び付き昇級」を果たすとともに、昇段規定「竜王挑戦」により七段に昇段。そして12月4日、竜王戦七番勝負第5局で森内俊之に勝利、4勝1敗で制して竜王の座に就いた。初のタイトル獲得。広島出身の棋士がタイトルを持つのは升田幸三以来、56年ぶり。また、竜王のタイトル獲得で昇段規定「竜王位1期獲得」により八段に昇段した。
2015年（平成27年）12月3日、第28期竜王戦七番勝負第5局で渡辺明に1勝4敗で敗れ、竜王の座から失冠した。その際、「前竜王」の呼称は辞退している。
その一方、同時期に行われた第65期王将戦では、2次予選を勝ち抜き定員僅か7名の挑戦者決定リーグ入り。4勝2敗と勝ち越し、3位の成績で次期リーグへの残留を決めた。また、第74期順位戦でも好調を維持し、8勝2敗・26人中1位の成績でB級1組への昇級を決めた。

### 王座挑戦・A級昇級
2016年（平成28年）7月25日、第64期王座戦決勝で佐藤天彦に勝ち挑戦者となる。羽生善治王座（三冠）とのタイトル戦五番勝負は、第3局が10月4日に山形県上山市の「葉山館」にて行われ、0勝3敗のストレートで糸谷のタイトル奪取はならなかった。
2017年度、第88期棋聖戦で挑戦者決定戦に勝ち進むが、斎藤慎太郎に敗戦。2018年1月18日、第76期順位戦B級1組9回戦で勝利し、8勝0敗で2局残してA級への昇級を決めた。
2018年度、第68期王将戦の挑戦者決定リーグで4勝2敗となり、挑戦者決定プレーオフに進出するが、渡辺明を相手に敗退した。第32期竜王戦では2連敗し、2組へ降級した。
2019年度、第69期王将戦の挑戦者決定リーグで苦戦して1勝5敗に終わる。当棋戦のリーグでは第65期から数えて4期連続で残留していたが、5期目での陥落となった。

### 棋王挑戦
2020年度（令和2年）の12月28日、第46期棋王戦挑戦者決定戦第2局に勝ち渡辺明棋王（三冠）への挑戦者となる。五番勝負の結果は1勝3敗に終わった。また同年度の第28期銀河戦では決勝へ進出したが、藤井聡太に敗れて銀河戦2度目の準優勝。銀河戦の準優勝回数は歴代最多タイである。第33期竜王戦では2組の昇級者決定戦を勝ち上がり、1組へ復帰した。
2021年度、第71期王将戦では挑戦者決定リーグに復帰するが、6戦全敗で陥落した。第7期叡王戦では八段戦予選を突破し、初の本戦入りを果たすも、初戦で敗退した。第35期竜王戦では2連敗し、2組へ降級した。第63期王位戦では予選を突破し、初の王位リーグ入りを決める。2022年度に跨いで行われたリーグの結果は、白組にて2勝3敗に終わった。
2022年度、第72期王将戦にて再び挑戦者決定リーグに復帰。当期戦のリーグでは苦戦が続いていたが（リーグ戦に限定すると、第69期から数えて史上最長となる12連敗中だった）、服部慎一郎に勝利した事で、連敗記録をストップさせた。なお、最終的な成績は2勝4敗（5位）で、再びリーグから陥落した。第81期（2022年度）順位戦A級では、1勝8敗の成績で降級となった。
2023年度、第44回将棋日本シリーズで自身初のJT杯決勝へ進出したが、藤井聡太に敗れて準優勝に終わった。
2024年度の第83期順位戦B級1組の11回戦（対局日：2025年1月16日）で上位2位以内を確定させA級復帰を決めた。
第10期叡王戦では準決勝で叡王経験者の藤井を撃破し挑戦者決定戦に進出。

## 学歴
プロ入りから1年後の2007年、大阪大学文学部に合格。現役プロ棋士が日本の国立大学に合格・進学したのは初めてのことである。哲学・思想文化学専修に所属。卒業後はさらに大学院に進学。大学院在籍中に竜王を奪取し、棋界初の異色のタイトルホルダーとなった。一時将棋専念のため休学していたが、後に復学し2017年3月に大学院修士課程を修了し、修士（文学）の学位を授与される。研究分野はマルティン・ハイデッガーの哲学で、修士論文のテーマはヒューバート・ドレイファスの存在論。
北陸先端科学技術大学院大学で情報科学の教授を務める飯田弘之が、プロ棋士としての現役中に東京農工大学で博士号（博士（工学））を取得した例はあるが、タイトル獲得歴のあるトップ棋士が修士以上の学位を授与されるのは初めて。
父も糸谷と同じく広島学院出身で東京大学工学部で機械工学を専攻。同大学院修了後は中国電力で原子力系エンジニアとして勤務していた。母方の祖父は鎌倉在住の大学教授であり、専門はマルクス主義経済学。

## 棋風
- 居飛車党で早見え早指し。得意戦法は角換わり[18]。対振り飛車戦では、独自に研究して体系化した得意戦法「糸谷流右玉」の採用も多い。

## 人物
名前の由来は、両親が「哲学」からとった「哲」という字である。趣味は読書。幼少期から星新一、小松左京、司馬遼太郎、阿刀田高、島田荘司を読んでおり、森博嗣や京極夏彦、清涼院流水などを読み耽ったという。現在も推理小説を好む。好きな作家は麻耶雄嵩。
大のスイーツ好き。関西将棋会館の棋士室を訪れる際はスイーツを差し入れることが多いという。2014年の棋聖戦ではおやつスポンサーとして高級洋菓子店のブールミッシュが協賛に入ったことから、糸谷が同社のスイーツを解説する一幕もあった。スイーツ以外のグルメリポートにも定評があり、2018年4月から2020年12月まで産経新聞 関西版（産経ニュースWEST）で棋士の食事などをテーマにしたコラム「ダニーの棋食徒然」を連載（全42回）していた。2021年1月より同紙にて小説などの食事描写についてのコラム「ダニーの食読草紙」の連載を開始。

### エピソード

#### 奨励会時代
奨励会に在籍していた時期、幹事だった畠山鎮から「奨励会員の中でこんなに叱った子はいない」と述懐するくらい、厳しく礼儀作法を教わった。糸谷が棋士になってからも、二人は交流があるという。
よく将棋倶楽部24でのネット将棋を指していたが、当時プロ入りしたばかりの渡辺明に目をつけられ、一方的に負かされていた。しかしこれに奮起して徐々に対戦成績でも互角となり、後には「むしろ強敵になった」という。
佐藤天彦との対局（12歳当時）では、棋譜並べの癖が出て取った駒を相手の駒台に置いてしまった。当時の奨励会幹事であった井上慶太に自ら申告すると、裁定で反則負けとされた。泣き止まない糸谷に対し、井上は「君がプロになったらこれが糸谷伝説になるんやから」と言って励ますと、糸谷は途端に泣き止み表情を明るくしたという（「駒台事件」）。

#### 対局関連他
プロ入り後の2006年5月1日のデビュー戦（第78期棋聖戦）で橋本崇載に勝つ。終局直後に橋本が「強すぎる。怪物だ!」と叫んだことから、「怪物」、「怪物くん」というニックネームが付いた。2010年代半ば頃からは、一部のファンの間で「ダニー（先生）」という愛称も使われるようになり、一般メディアなどでこちらの愛称が用いられることも多くなっている。
2007年の四段当時、第20期竜王戦6組での戸辺誠四段(当時)との対局で、8八に居る玉に7八同馬と迫まる後手・戸辺の手に対し先手・糸谷は、7八同玉とすべく相手の馬を盤面から取り自分の駒台に置いたにもかかわらず、自玉を8七玉と動かした。棋譜上は馬を取らずに王を8七へ指した王手放置の反則負けとなった。
2015年王将戦挑戦者決定リーグ戦の対羽生戦では、当時竜王だった糸谷が上位であると判断した羽生が下座に座ろうとしたが、糸谷も上座を固辞したためしばらくの間譲り合いとなった。最終的には糸谷が「羽生さんは偉大な先生ですので、上座に座るべきです」と説得し羽生が上座に座ることとなった。
関西の若手棋士によるユニット「西遊棋」では、タイトル挑戦者となってもイベントの受付係を務めるなど、将棋の普及に努めている。師匠の森によると、恰幅のいい和服姿の似合う、魅力あふれる個性のある棋士であるという。
同門の山崎隆之が挑戦者となった2024年の第95期棋聖戦で、すべての対局場に糸谷が現れて話題になるが、応援ではなく、たまたま観光に来ていただけとした。この「たまたま観光に来ていた糸谷」は、将棋流行語大賞2024で第4位に選出される。

### 将棋以外のゲーム
TCGのマジック:ザ・ギャザリング (MtG) を嗜んでおり、2010年の日本選手権ではベスト16に入るほどの腕前を持つ。2015年にはベルギーのブリュッセルで開催されるプロツアー「タルキール龍紀伝」（世界大会）に特別枠で招待された。将棋とMtGについて「対人ゲームとして共通する部分は多い」といい、「相手の行動を読んで、基礎を覚えれば、相手をミスに追い込める。最終的に『相手をミスに追い込む』というのが対人ゲーム」と語っている。
竜王在位中の2015年6月17日に放送されたテレビ番組に出演し、2013年のオセロ世界チャンピオンと平手でオセロを打った。糸谷は最終的には敗れたものの、解説者の元・オセロ日本チャンピオンが舌を巻く打ち回しを見せた。
2017年7月には、ポケモンカードゲームの新拡張パック「ひかる伝説」の発売に合わせて行われたシールド戦に参加。ポケモンカードゲームは初体験だった上に、ポケモンワールドチャンピオンシップスのチャンピオン経験者なども参加するという悪条件ながらも優勝を飾った。2018年のポケモン竜王戦でも、カードゲーム部門の特別招待選手として大会に参加している。
2019年9月、第1回囲碁・将棋チャンネル杯麻雀王決定戦の将棋棋士予選に鈴木大介、広瀬章人、青嶋未来と共に出場。

## 昇段履歴
- 1998年00月00日 ： 6級 = 奨励会入会
- 2004年06月00日 ： 三段（第36回奨励会三段リーグ<2004年度後期>からリーグ参加）
- 2006年04月01日 ： 四段（第38回奨励会三段リーグ成績1位） = プロ入り[49]
- 2008年05月01日 ： 五段（竜王ランキング戦連続昇級）[50]
- 2012年01月12日 ： 六段（勝数規定 ／五段昇段後公式戦120勝）[51]
- 2014年09月08日 ： 七段（竜王挑戦）[52]
- 2014年12月04日 ： 八段（竜王位1期獲得）[53]

## 主な成績

### 獲得タイトル
は2025年7月現在の在位。登場・連覇の 太字 は歴代最多記録。
他の棋士との比較は、タイトル獲得記録、将棋のタイトル在位者一覧を参照。
| タイトル                                                                   | 獲得年度 | 登場 | 獲得期数 | 連覇 | 永世称号（備考） |
| 竜王                                                                       | 2014     | 2回  | 1期      | －   | －               |
| 名人                                                                       | －       | 0    | －       | －   | －               |
| 王位                                                                       | －       | 0    | －       | －   | －               |
| 叡王                                                                       | －       | 0    | －       | －   | －               |
| 王座                                                                       | －       | 1回  | －       | －   | －               |
| 棋王                                                                       | －       | 1回  | －       | －   | －               |
| 王将                                                                       | －       | 0    | －       | －   | －               |
| 棋聖                                                                       | －       | 0    | －       | －   | －               |
| タイトル獲得 合計 1期 / 登場回数 合計 4回 （第46期棋王戦〈2020年度〉まで） |          |      |          |      |                  |

タイトル戦登場
- 竜王：2回（第27期=2014年度 - 2015年度）
- 王座：1回（第64期=2016年度）
- 棋王：1回（第46期=2020年度）

登場回数 合計 4回（第46期棋王戦〈2020年度〉まで）

### 棋戦優勝
- 新人王戦 1回（第37回=2006年度）

優勝合計 1回

### 将棋大賞
- 第34回（2006年度）連勝賞・新人賞
- 第42回（2014年度）優秀棋士賞

### 在籍クラス
| 開始 年度 | (出典)順位戦出典 | (出典)順位戦出典 | (出典)順位戦出典 | (出典)順位戦出典 | (出典)順位戦出典 | (出典)順位戦出典 | (出典)順位戦出典 | (出典)順位戦出典 | (出典)竜王戦出典 | (出典)竜王戦出典 | (出典)竜王戦出典 | (出典)竜王戦出典 | (出典)竜王戦出典 | (出典)竜王戦出典 | (出典)竜王戦出典 | (出典)竜王戦出典 | (出典)竜王戦出典 | (出典)竜王戦出典 |
| 開始 年度 | 期               | 名人             | A級              | B級              | B級              | C級              | C級              | 0                | 期               | 竜王             | 1組              | 2組              | 3組              | 4組              | 5組              | 6組              | 決勝 T           |                  |
| 開始 年度 | 期               | 名人             | A級              | 1組              | 2組              | 1組              | 2組              | 0                | 期               | 竜王             | 1組              | 2組              | 3組              | 4組              | 5組              | 6組              | 決勝 T           |                  |
| --- | ---------------- | ---------------- | ---------------- | ---------------- | ---------------- | ---------------- | ---------------- | ---------------- | ---------------- | ---------------- | ---------------- | ---------------- | ---------------- | ---------------- | ---------------- | ---------------- | ---------------- | ---------------- |
| 2006 | 65               |                  |                  |                  |                  |                  | C246             | 6-4              | 20               |                  |                  |                  |                  |                  |                  | 6組              | --               | 6-1              |
| 2007 | 66               |                  |                  |                  |                  |                  | C213             | 6-4              | 21               |                  |                  |                  |                  |                  | 5組              |                  | 2-1              | 5-0              |
| 2008 | 67               |                  |                  |                  |                  |                  | C214             | 7-3              | 22               |                  |                  |                  |                  | 4組              |                  |                  | --               | 4-1              |
| 2009 | 68               |                  |                  |                  |                  |                  | C208             | 6-4              | 23               |                  |                  |                  | 3組              |                  |                  |                  | --               | 1-2              |
| 2010 | 69               |                  |                  |                  |                  |                  | C208             | 9-1              | 24               |                  |                  |                  | 3組              |                  |                  |                  | --               | 3-2              |
| 2011 | 70               |                  |                  |                  |                  | C128             |                  | 5-5              | 25               |                  |                  |                  | 3組              |                  |                  |                  | --               | 4-1              |
| 2012 | 71               |                  |                  |                  |                  | C120             |                  | 7-3              | 26               |                  |                  | 2組              |                  |                  |                  |                  | --               | 0-1/昇0-1        |
| 2013 | 72               |                  |                  |                  |                  | C109             |                  | 9-1              | 27               |                  |                  |                  | 3組              |                  |                  |                  | 5-1              | 4-0              |
| 2014 | 73               |                  |                  |                  | B221             |                  |                  | 8-2              | 28               | 竜王             |                  |                  |                  |                  |                  |                  | --               | --               |
| 2015 | 74               |                  |                  |                  | B204             |                  |                  | 8-2              | 29               |                  | 1組              |                  |                  |                  |                  |                  | --               | 1-2              |
| 2016 | 75               |                  |                  | B112             |                  |                  |                  | 6-6              | 30               |                  | 1組              |                  |                  |                  |                  |                  | --               | 2-2              |
| 2017 | 76               |                  |                  | B106             |                  |                  |                  | 8-2              | 31               |                  | 1組              |                  |                  |                  |                  |                  | --               | 2-2              |
| 2018 | 77               |                  | A 10             |                  |                  |                  |                  | 6-3              | 32               |                  | 1組              |                  |                  |                  |                  |                  | --               | 0-1/出0-1        |
| 2019 | 78               |                  | A 04             |                  |                  |                  |                  | 4-5              | 33               |                  |                  | 2組              |                  |                  |                  |                  | --               | 3-1              |
| 2020 | 79               |                  | A 06             |                  |                  |                  |                  | 5-4              | 34               |                  | 1組              |                  |                  |                  |                  |                  | --               | 1-2              |
| 2021 | 80               |                  | A 05             |                  |                  |                  |                  | 6-3              | 35               |                  | 1組              |                  |                  |                  |                  |                  | --               | 0-1/出0-1        |
| 2022 | 81               |                  | A 02             |                  |                  |                  |                  | 1-8              | 36               |                  |                  | 2組              |                  |                  |                  |                  | --               | 3-2              |
| 2023 | 82               |                  |                  | B101             |                  |                  |                  | 6-6              | 37               |                  |                  | 2組              |                  |                  |                  |                  | --               | 1-2              |
| 2024 | 83               |                  |                  | B107             |                  |                  |                  | 9-3              | 38               |                  |                  | 2組              |                  |                  |                  |                  | --               | 0-1/昇0-1        |
| 2025 | 84               |                  | A 10             |                  |                  |                  |                  | -                | 39               |                  |                  |                  | 3組              |                  |                  |                  | --               | -                |
| 順位戦、竜王戦の 枠表記 は挑戦者。右欄の数字は勝-敗(番勝負/PO含まず)。 順位戦の右数字はクラス内順位 ( x当期降級点 / *累積降級点 / +降級点消去 ) 順位戦の「F編」はフリークラス編入 /「F宣」は宣言によるフリークラス転出。 竜王戦の 太字 はランキング戦優勝、竜王戦の 組(添字) は棋士以外の枠での出場。 |                  |                  |                  |                  |                  |                  |                  |                  |                  |                  |                  |                  |                  |                  |                  |                  |                  |                  |

### 年度別成績
| 年度             | 対局数 | 勝数 | 負数 | 勝率   | (出典) | 通算成績 | 通算成績 | 通算成績 | 通算成績 | 通算成績 |
| ---------------- | ------ | ---- | ---- | ------ | ------ | -------- | -------- | -------- | -------- | -------- |
| 2006年度         | 43     | 31   | 12   | 0.7209 | [ 56 ] |          |          |          |          |          |
| 2007年度         | 37     | 23   | 14   | 0.7381 | [ 57 ] |          |          |          |          |          |
| 2008年度         | 42     | 31   | 11   | 0.7381 | [ 58 ] |          |          |          |          |          |
| 2009年度         | 51     | 35   | 16   | 0.6863 | [ 59 ] |          |          |          |          |          |
| 2010年度         | 41     | 28   | 13   | 0.6829 | [ 60 ] |          |          |          |          |          |
| 2006-2010 (小計) | 214    | 158  | 56   |        |        |          |          |          |          |          |
| 年度             | 対局数 | 勝数 | 負数 | 勝率   | (出典) |          |          |          |          |          |
| 2011年度         | 54     | 35   | 19   | 0.6481 | [ 61 ] |          |          |          |          |          |
| 2012年度         | 48     | 37   | 11   | 0.7708 | [ 62 ] |          |          |          |          |          |
| 2013年度         | 40     | 26   | 14   | 0.6500 | [ 63 ] |          |          |          |          |          |
| 2014年度         | 39     | 30   | 9    | 0.7692 | [ 64 ] |          |          |          |          |          |
| 2015年度         | 36     | 20   | 16   | 0.5556 | [ 65 ] |          |          |          |          |          |
| 2016年度         | 46     | 26   | 20   | 0.5652 | [ 66 ] |          |          |          |          |          |
| 2017年度         | 42     | 23   | 19   | 0.5476 | [ 67 ] |          |          |          |          |          |
| 2018年度         | 37     | 20   | 17   | 0.5405 | [ 68 ] |          |          |          |          |          |
| 2019年度         | 35     | 18   | 17   | 0.5143 | [ 69 ] |          |          |          |          |          |
| 2020年度         | 45     | 26   | 19   | 0.5435 | [ 70 ] |          |          |          |          |          |
| 2011-2020 (小計) | 422    | 241  | 181  |        |        | 通算成績 | 通算成績 | 通算成績 | 通算成績 | 通算成績 |
| 年度             | 対局数 | 勝数 | 負数 | 勝率   | (出典) | 対局数   | 勝数     | 負数     | 勝率     | (出典)   |
| 2021年度         | 46     | 25   | 21   | 0.5435 | [ 71 ] | 682      | 434      | 248      | 0.6363   | [ 72 ]   |
| 2022年度         | 42     | 18   | 24   | 0.4286 | [ 73 ] | 724      | 452      | 272      | 0.6243   | [ 74 ]   |
| 2023年度         | 43     | 25   | 18   | 0.5814 | [ 75 ] | 767      | 477      | 290      | 0.6219   | [ 76 ]   |
| 2024年度         | 33     | 18   | 15   | 0.5454 | [ 77 ] | 800      | 495      | 305      | 0.6187   | [ 78 ]   |
| 2021-2024 (小計) | 164    | 86   | 78   |        |        |          |          |          |          |          |
| 通算             | 800    | 495  | 305  | 0.6187 | [ 78 ] |          |          |          |          |          |
| 2024年度まで     |        |      |      |        |        |          |          |          |          |          |

### その他表彰
- 平成26年度広島市民賞[79]

### その他記録
- 王将戦 挑戦者決定リーグ12連敗 - ※史上最長（松本博文のツイート[80]）
  - 第69期王将リーグ：久保利明戦から最終局まで3連敗
  - (第70期王将戦：二次予選敗退)
  - 第71期王将リーグ：6戦全敗（ここまでリーグ9連敗）
  - 第72期王将リーグ：第1局から豊島将之戦まで3連敗（次の服部慎一郎戦に勝利し12連敗でストップ）

## 著書

### 単著
- 『現代将棋の思想 一手損角換わり編』マイナビ〈マイナビ将棋BOOKS〉、2013年1月。ISBN 978-4839945732。

### 共著
- 豊島将之、糸谷哲郎、村田智弘『関西新鋭棋士実戦集』毎日コミュニケーションズ〈マイコミ将棋BOOKS〉、2008年7月。ISBN 978-4839929060。

## 出演

### テレビ
- 将棋フォーカス（NHK Eテレ）
  - （2023年10月 - 2024年3月） - 番組内将棋講座「ようこそ！糸谷ワールドへ」講師

### ウェブテレビ
- チーム対抗 詰将棋カラオケ（2018年4月9日、ニコニコ生放送）[81]
- 叡王戦記念特番 東西対抗 詰将棋カラオケ（2019年3月30日、ニコニコ生放送）[82] - 西チームリーダー

### CM
- 関西電力「ONE KANSAI」[83]

### ゲーム
- 千里の棋譜～現代将棋ミステリー～（2020年2月27日、KEMCO、ミスタ・ストーリーズ）※PS4/Nintendo Switch/PC（Steam）用ソフト、推理ゲーム